# Oystar (Band)
Oystar ist eine vierköpfige britische Comedy-Band aus London. Die Mitglieder nennen sich Mr. Understanding, Mr. Campbell, Mr. Jammin’ und Mr. Fenderson.

## Hintergrund
Oystar singen humorvolle, zeitkritische Lieder, die sich mit Themen wie Konsumverhalten, Überwachungskameras oder Bankgebühren befassen. Das letzte Thema wurde in dem Song I Fought the Lloyds aufgenommen, eine kritische Auseinandersetzung mit dem Bankhaus Lloyds TSB. Es ist eine umgetextete Version von I Fought the Law, dem Hit der The Bobby Fuller Four aus dem Jahr 1966, ursprünglich ein Lied der Crickets. Die Single erreichte 2008 Platz 25 der britischen Charts.

## Diskografie
Alben
- London Lite

Singles
- I Fought the Lloyds (2008)